# Storfrugtet hassel
Storfrugtet hassel (Corylus maxima) er en løvfældende busk, som bliver noget større end den kendte hassel. 

## Beskrivelse
Barken er først lysegrøn og håret, men snart efter bliver den lysebrun og glat med lyse korkporer. Gamle grene får en grålig, furet bark. Knopperne er spredtstillede, ægformede og grønlige. Bladene er afrundede med groft og dobbelt savtakket rand. 
Blomstringen sker i marts-april, dvs. før løvspring. De hanlige blomster er samlet i hængende rakler fra  den yderste ende af skuddene, mens de hunlige sidder skjult i knopperne længere inde på skuddet, hvor man kun ser de røde støvfang. Frugterne er nødder, der sidder parvis eller tre sammen, og som er helt skjult i hver deres has.
Rodnettet består af kraftige hovedrødder, der når langt ud, og som bærer de talrige, meget fine siderødder.
Højde x bredde og årlig tilvækst: 8 x 4 m (30 x 20 cm/år). 

## Hjemsted
Storfrugtet hassel hører hjemme i Mellemøsten, Kaukasus, Lilleasien og Sydøsteuropa. Her vokser den i resterne af de oprindelige, blandede løvskove på bjergskråninger med milde vintre og nedbørsrige somre. 
Langs Tyrkiets østlige sortehavskyst findes den i skove sammen med bl.a. alm. buksbom, kristtorn, alm. myrte, oliven, valnød, calabrisk fyr, græsk ene, græsk jordbærtræ, kaukasisk blærenød, kaukasisk vedbend, nordmannsgran, orientalsk avnbøg, orientalsk gran, pontisk rododendron, Quercus armeniaca, rødel, tarmvridrøn, vintereg, ægte kastanje og ægte laurbær

## Anvendelse
Frugterne af storfrugtet hassel bruges til spisebrug og bliver dyrket i mange egne af Tyrkiet, Sydøsteuropa og Nordamerika. En rødbladet sort, Corylus maxima 'Purpurea' dyrkes som prydbusk. Dens nødder kan dog også spises; de smager fuldstændig som andre hasselnødder.
| Portal | Portal:Botanik |